# Санта-Маргерита-ди-Стаффора
Санта-Маргерита-ди-Стаффора (итал. Santa Margherita di Staffora) — коммуна в Италии, находится в регионе Ломбардия, в провинции Павия.
Население составляет 617 человек (2008), плотность населения составляет 17 чел./км². Занимает площадь 37 км². Почтовый индекс — 27050. Телефонный код — 0383.
Покровителем коммуны почитается святой архангел Михаил, празднование во второе воскресенье мая.

## Демография
Динамика населения:

## Администрация коммуны
- Официальный сайт: